# Merck Sharp and Dohme
Merck & Co. ou Merck Sharp & Dohme (MSD) é uma empresa farmacêutica, química e de ciências biológicas estadunidense presente em 67 países. Anteriormente era  o braço americano do Grupo Merck, fundado em 1668, quando Friedrich Jacob Merck adquiriu a Farmácia Angel em Darmstadt, Alemanha. Em 1827, Heinrich Emmanuel Merck começou a produção em escala industrial de alcaloides, extratos de plantas e outros químicos.
"Desde 1891, nossos cientistas ajudam a encontrar novas formas para tratar e prevenir doenças, desde o descobrimento da vitamina B1, a primeira vacina contra o sarampo, os medicamentos para a gripe e os antiácidos até as primeiras estatinas para tratar o colesterol alto", reporta a empresa sem seu sítio, na seção Nossa História.
Sua sede fica em Kenilworth, Nova Jersey.
No Brasil, a empresa está presente desde 1952, sendo a sede localizada em São Paulo e com fábricas em Campinas e Cruzeiro, no estado de São Paulo, e em Montes Claros, Minas Gerais.

## Origens
A Merck & Co. tem suas origens em sua antiga matriz alemã, o Grupo Merck, que foi fundado pela família Merck em 1668, quando Friedrich Jacob Merck comprou uma farmácia em Darmstadt.   Em 1827, o Grupo Merck evoluiu de uma farmácia para uma empresa fabricante de medicamentos com a fabricação comercial de morfina. A Merck aperfeiçoou o processo químico de derivação da morfina do ópio e, mais tarde, introduziu a cocaína, usada para tratar problemas de sinusite e para ser adicionada a bebidas para aumentar os níveis de energia.
Em 1887, Theodore Weicker, nascido na Alemanha e funcionário de longa data da Merck, foi para os Estados Unidos para representar o Grupo Merck  . Em 1891, com US$ 200.000 recebidos de E. Merck, Weicker fundou a Merck & Co. com sede na parte baixa de Manhattan. Naquele ano, George Merck, o filho de 23 anos do então diretor da E. Merck (e neto do fundador), juntou-se a Weicker, em Nova York. A Merck & Co. funcionou de 1891 a 1917 como a subsidiária norte-americana do Grupo Merck.

### Nacionalização
Depois que os Estados Unidos entraram na Primeira Guerra Mundial, a Merck & Co., em razão de suas conexões com a Alemanha, foi expropriada, com base no Trading with the Enemy Act (Lei de Comércio com o Inimigo) de 1917.  O governo dos EUA confiscou 80% das ações de propriedade da matriz alemã e as vendeu.  Em 1919, George F. Merck (chefe do ramo americano da família Merck), em associação com  Goldman Sachs e Lehman Brothers, comprou a empresa de volta, em um leilão do governo dos Estados Unidos, por US$ 3,5 milhões. Todavia a Merck & Co. continuou a ser uma empresa separada de sua antiga matriz alemã, detendo os direitos de marca registrada  "Merck" nos Estados Unidos e no Canadá, enquanto sua antiga matriz detém os direitos no resto do mundo. O direito de usar o nome "Merck" foi objeto de litígio entre as duas empresas em 2016.
Em 1925, George W. Merck sucedeu seu pai, George F. Merck, como presidente. Em 1927, a corporação se fundiu com a Powers-Weightman-Rosengarten Company, uma fabricante de quinino da Filadélfia. George Merck permaneceu como presidente, e Frederic Rosengarten tornou-se presidente do conselho de administração. Em 1929, a H. K. Mulford Company fundiu-se com a Sharp and Dohme, Inc. e trouxe a tecnologia de vacinas, incluindo a imunização de cavalos da cavalaria, durante a Primeira Guerra Mundial, e a entrega de uma antitoxina contra difteria para a Merck & Co.
Em 1943, a estreptomicina foi descoberta durante um programa de pesquisa financiado pela Merck no laboratório de Selman Waksman, na Universidade Rutgers. O antibiótico foi a base do primeiro tratamento eficaz da tuberculose. Na época de sua descoberta, os sanatórios para o isolamento de pessoas infectadas com tuberculose eram uma característica onipresente das cidades dos países desenvolvidos, sendo que 50% morriam em até 5 anos após a internação hospitalar. Embora o acordo da Merck com a Rutgers lhe desse direitos exclusivos sobre a estreptomicina, a empresa renegociou esse acordo, a pedido de Waksman, devolvendo os direitos à universidade em troca de royalties. A universidade então estabeleceu licenças não exclusivas com sete empresas para assegurar o suprimento do antibiótico.

## Produtos
A empresa desenvolve medicamentos, vacinas, terapias biológicas e produtos para a saúde animal. Em 2020, a empresa tinha 6 medicamentos ou produtos de sucesso, cada um com mais de US $ 1 bilhão em receita: Keytruda (pembrolizumabe), um anticorpo humanizado usado em imunoterapia contra o câncer que teve US $ 14,3 bilhões em receita em 2020; Januvia (sitagliptina), um medicamento antidiabético usado para tratar o diabetes tipo 2 que teve $ 5,3 bilhões em receita em 2020; Gardasil, uma vacina contra o HPV que teve receita de US $ 3,9 bilhões em 2020; Varivax, uma vacina contra varicela usada para proteger contra a deonça que teve US $ 1,9 bilhão em receitas em 2020; Bridion (Sugammadex), um medicamento bloqueador neuromuscular que teve US $ 1,2 bilhão em receita em 2020; e Pneumovax 23, uma vacina pneumocócica polissacarídica que teve receita de US $ 1,1 bilhão em 2020. Outros produtos importantes da empresa incluem Isentress (raltegravir), um medicamento anti-retroviral usado para tratar HIV-AIDS que teve $ 857 milhões em receita em2020; Simponi (golimumab), um anticorpo monoclonal humano usado como uma droga imunossupressora que teve uma receita de US $ 838 milhões em 2020; RotaTeq, uma vacina contra rotavírus que teve US $ 797 milhões em receita em 2020; e Lynparza (olaparib), um medicamento para o tratamento de manutenção do câncer de ovário avançado com mutação BRCA em adultos que gerou $ 725 milhões em receita de 2020 para a empresa.

### Medicamento contra covid-19
Em 1 de outubro de 2021, a Merck (MSD) anunciou que o medicamento molnupiravir teria tido resultados positivos contra a covid-19 em testes iniciais. Segundo a empresa, ensaios clínicos preliminares feitos com 775 pessoas haviam mostrado que o tratamento com o antiviral havia reduzido o risco de hospitalização e morte por covid-19 em cerca de 50% para pacientes de alto risco diagnosticados recentemente.
Dias depois, a Fiocruz anunciou que no Brasil, sete centros, em cinco estados, participariam dos testes de Fase 3 do medicamento.

Em 4 de novembro, o governo do Reino Unido anunciou a aprovação da droga para tratamento de pacientes de covid-19.